# Los piratas de Pompeya
Los piratas de Pompeya es el tercer libro de la colección Misterios romanos escrito por Caroline Lawrence. 

## Argumento
Tras la explosión del Vesubio, se encuentran en el campo de refugiados, en una pequeña choza. Mardoqueo, el padre de Jonatán, cura a los enfermos, y entre ellos está su hijo, en coma. Mardoqueo les dice que tienen que encontrar una flor para posiblemente, salvarle la vida. La encuentran y tras una noche angustiosa, Jonatán se despierta. Los cuatro niños se enteran de que están desapareciendo niños misteriosamente. Un día, el patrono del tío de Flavia (Félix) invita a su casa a los chicos y conocen a Pulcra, la hija de Félix. Es muy mandona, aunque le regala a Jonatán un anillo de diamantes. Pronto descubren que Félix, el patrono de Cayo es más rico que el emperador, Tito. Descubren que es el hijo del dios Dionisio e investigan sobre el caso de los niños secuestrados. La noche anterior Nubia había desaparecido y preguntaron a Pulcra si ella sabía donde estaba y les dijo que había roto su flauta de loto y le había pegado. Indagando intentan buscar a Nubia, pero unos hombres los cogen pero Lupo escapa. Llevan a Flavia y a Jonatán a una cueva donde hay 50 niños y descubren que son los niños que se habían perdido. Nubia se había ido con los esclavos fugitivos que iban a escapar de allí. Lupo llegó a Villa Limona, la casa de Félix, pero le dijeron que él se había ido y decidió actuar por sí solo. Fue nadando hasta la gruta donde estaban los niños, pero en ese momento llegaron los secuestradores y se escondió. Cuando se fueron fue a Villa Limona y vio a Félix y escribió en una tabla lo que sucedía. Nubia había ido por la noche a la gruta donde estaban los niños y Jonatán les dio una bebida para que los que lo tomaran vieran cosas que no estaban allí. A la mañana siguiente zarparon los esclavos fugitivos y los niños secuestrados en un barco y vieron que el Vespa, el barco de Venalicio, el traficante de esclavos estaba a un par de kilómetros. Se tomaron la bebida los secuestradores y todos los esclavos fugitivos. Minutos después empezó a hacer efecto la bebida y creían que había serpientes por todos lados. Los niños los apresaron a todos pero el Vespa avanzaba rápidamente hacia allí. Jonatán dijo que cogieran garbanzos de la bodega y los lanzaran cuando los traficantes de esclavos saltaran hacia el barco. Así lo hicieron y se cayeron, pero Venalicio cogió su puñal y fue a clavárselo a Nubia, pero de repente Pulcra empujó al traficante de esclavos y se cayó. De repente vieron que el yate de Félix corría a todo gas hacia allí. Lupo y Félix se montaron en el barco donde estaban los niños, los secuestradores y los traficantes de esclavos y cuando Lupo vio a Venalicio cogió un puñal y le cortó una oreja y cuando le iba a clavar el puñal en corazón, Félix le agarró la mano. Al día siguiente llevaron a los malos a la cárcel y los niños fueron devueltos a su respectiva familia. Entonces, Flavia decidió que Nubia fuera ya libre y que no se tuviera que quedar por obligación en su casa. Nubia aceptó y dijo que se iba a quedar en la casa de Flavia y con sus amigos.
- Datos: Q5981109